# Лојнг (језеро)
Лојнг (енгл. Lake Loing) је речно језеро у Јужном Судану у вилајету Вараб, око 30 километара североисточно од града Гогријала. Захвата површину од око 4 км², дужине 2 и ширине до 2,5 километара. Окружено је са свих страна мочварним земљиштем које је за време кишне сезоне прекривено водом. Настало је меандрирањем реке Џур, која је након тога напустила овај басен и формирало се језеро. Око 5 километара југозападно налази се језеро Гвер.